# Parafia św. Jadwigi Śląskiej w Kębłowie
Parafia św. Jadwigi Śląskiej w Kębłowie – parafia rzymskokatolicka znajdująca się w archidiecezji gdańskiej, w dekanacie Luzino.

## Historia
1 marca 1987 r. ustanowiono Ośrodek Duszpasterski pw. św. Jadwigi Śląskiej, a jego kuratorem został ks. Dionizy Borysiewicz. Dekretem z 28 lipca 1987 roku, w miejsce Ośrodka, ustanowiono parafię. W 1990 r. wmurowano kamień węgielny pod budowę kościoła, a 22 lipca 2001 roku abp Tadeusz Gocłowski dokonał konsekracji kościoła. 

## Proboszczowie
- ks. Dionizy Borysewicz (1987–2006), budowniczy kościoła[2]
- ks. Krzysztof Pokoński (2006)[3]
- ks. kan. Krzysztof Lorek (od 2006)[1]